# Refuge des Cosmiques
Le refuge des Cosmiques est un refuge situé en France dans le département de la Haute-Savoie en région Auvergne-Rhône-Alpes.

## Histoire
Ce refuge a été créé sous l'impulsion du physicien français Louis Leprince-Ringuet, dans les années 1930, en vue de disposer d'un site en altitude propice à l'étude des rayons cosmiques. Le refuge tire donc son nom de cette origine. Il a été géré  jusqu'aux années 1990 par le Centre national de la recherche scientifique.
Dans les années 1980, ce refuge a également permis divers travaux scientifiques portant par exemple sur l'étude de la pollution atmosphérique de fond, en tirant avantage de sa position géographique propice à l'étude de la composition chimique de l'air dans des zones éloignées de sources de pollution.

## Caractéristiques et informations
Le refuge est gardé du 15 février au 15 octobre. Autrement pour ceux qui souhaiteraient s'y rendre en dehors de cette période pour y séjourner, l'abri Simond est mis à leur disposition. Ce dernier a une capacité d'accueil très faible puisqu'il ne compte que 10 lits.

## Accès

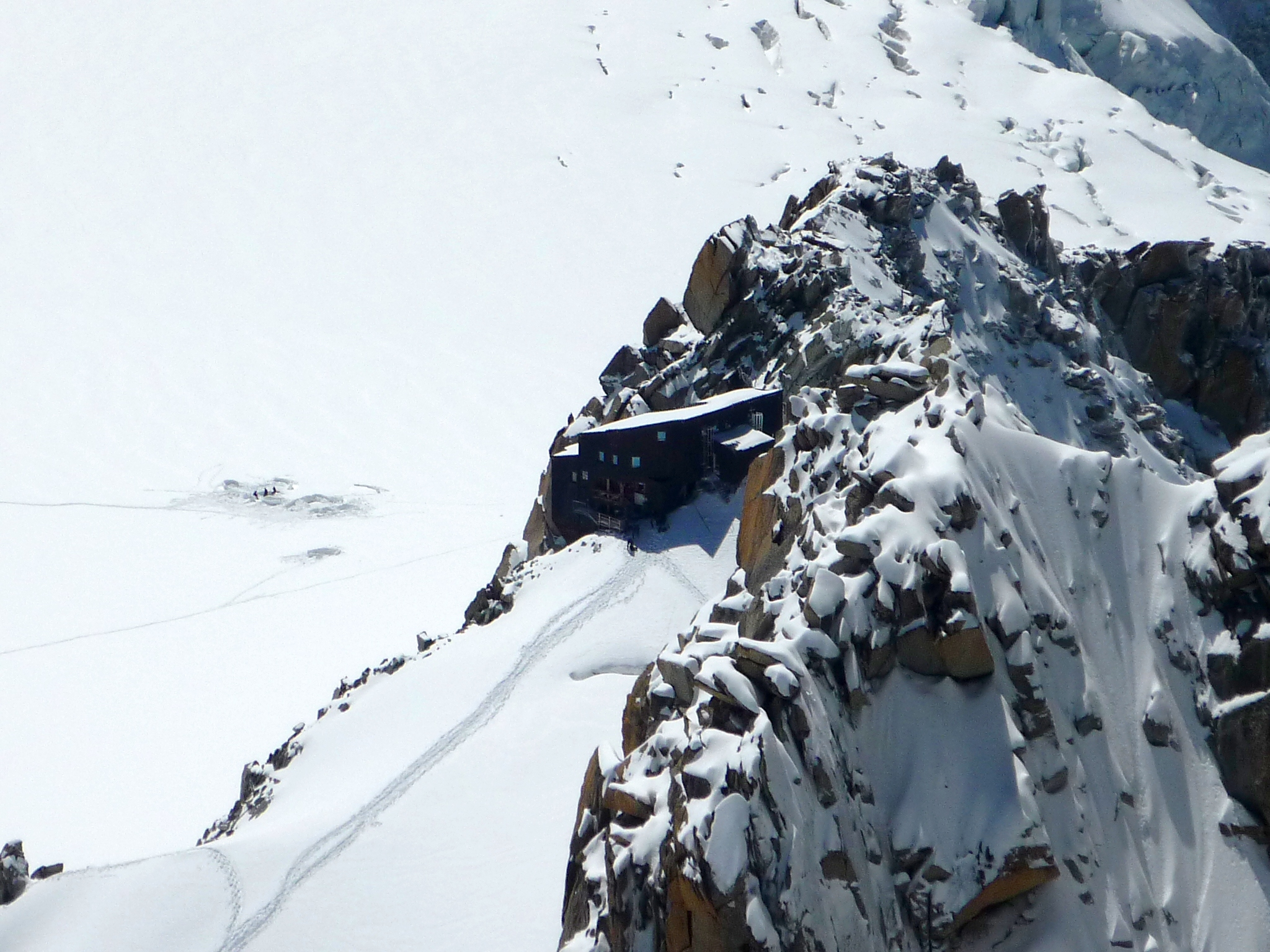
Le refuge des Cosmiques vu depuis l'aiguille du Midi avec en contrebas le col du Midi.

Pour accéder au refuge des Cosmiques, il faut se rendre au sommet de l'aiguille du Midi soit en entamant une ascension depuis Chamonix soit en prenant le téléphérique de l'aiguille du Midi. À la suite de quoi, une fois au sommet entamer la descente de l'arête puis, à vue, rejoindre le refuge. Le temps estimé depuis le sommet de l'aiguille du Midi jusqu'au refuge est d'environ une demi-heure. 

## Ascensions et traversées

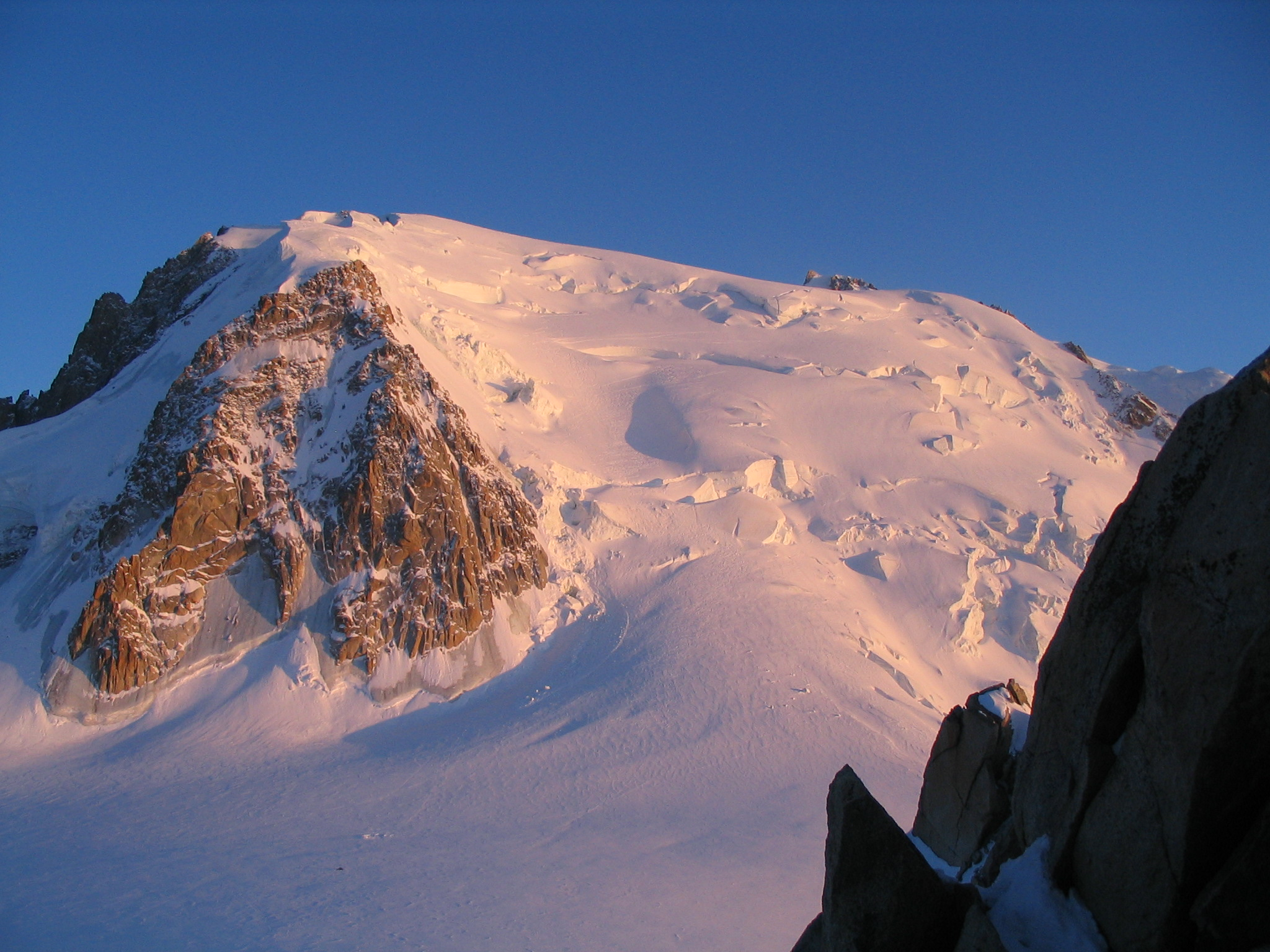
Coucher de soleil sur la face nord du mont Blanc du Tacul depuis le refuge des Cosmiques, avril 2006.

Le refuge des Cosmiques est le point de départ de la traversée des trois monts qui arrive au sommet du mont Blanc et de la grande descente à ski de la Vallée Blanche.
Le bassin du col du Midi est très fréquenté et regorge d'itinéraires. On peut ainsi citer :
- les classiques : traversée Midi Plan, arête des Cosmiques et la traversée des pointes Lachenal ;
- les nombreuses goulottes facile d'accès (Chéré, Contamine, etc) ;
- des voies rocheuses sur l'aiguille du Midi, la pointe Adolphe Rey, le Grand Capucin, les pointes Lachenal, pilier Gervasutti au mont Blanc du Tacul, etc ;
- les goulottes et couloirs difficiles de la face est du mont Blanc du Tacul : couloir Gervasutti et Jager, goulotte Gabarrou-Albinoni, Modica-Noury, Supercouloir…

## Particularités
Compte tenu de l'altitude du refuge et de la nécessité de recourir à des moyens héliportés pour le ravitaillement, les tarifs sont assez élevés. Comme dans de nombreux refuges, il n'est pas possible de prendre uniquement une nuitée : le petit déjeuner est imposé.